# Idiocerus angustiloris
Idiocerus angustiloris är en insektsart som beskrevs av Reuter 1885. Idiocerus angustiloris ingår i släktet Idiocerus och familjen dvärgstritar. Inga underarter finns listade i Catalogue of Life.